# Henrik Lykkegaard
Henrik Lykkegaard (født 14. februar 1965) er en dansk skuespiller og revyforfatter. Han blev landskendt, da han lavede de minimalistiske reklamer for boller fra Kohberg, der sluttede med ordene "Hva' ska' jeg si'? Boller fra Kohberg."
Han er gift med Anita Dietz og har 3 børn.
Han spillede hovedrollen som fiskeren Lars Erik i Lotte Svendsens film Bornholms stemme, hvilket han modtog en Bodil som bedste mandlige hovedrolle for i 2000.
Lykkegaard har i flere år medvirket i Cirkusrevyen og har siden 1998 spillet Bamse i Bamse og kylling. I 2013 spillede han med i Nykøbing F. Revyen, som vandt både Revyernes Revy og Charlies Revygalla.
Desuden spillede han hovedrollen i miniserien Mit liv som Bent og var vært på børneprogrammet 7 sammen med Emilia Huusfeldt.

## Hæder
| År   | Prisuddeling       | Pris                                       | Resultat  |
| ---- | ------------------ | ------------------------------------------ | --------- |
| 1993 | Revyernes Revy     | Årets Revy-forfatter                       | Vundet    |
| 1996 | Revyernes Revy     | Årets Dirch                                | Vundet    |
| 2000 | Bodilprisen        | Bodilprisen for bedste mandlige hovedrolle | Vundet    |
| 2013 | Charlies Revygalla | Årets bedste parodi                        | Nomineret |
| 2015 | Charlies Revygalla | Årets bedste parodi                        | Vundet    |
| 2017 | Charlies Revygalla | Årets bedste parodi                        | Vundet    |
| 2017 | Revyernes Revy     | Årets Dirch                                | Nomineret |

## Film
- Frække Frida og de frygtløse spioner – Betjent 2 (1994)
- Fart dræber (1996)
- Sunes familie (1997)
- Stjerner uden hjerner (1997)
- Gufol mysteriet (1997)
- Olsen-bandens sidste stik (1998)
- Bornholms stemme (1999)
- Åh Yrsa og Valdemar (1999)
- Pyrus på pletten (2000)
- Olsen-banden Junior (2001)
- Mit liv som Bent (2001)
- 7 (2002)
- Zafir (2003)
- Hannah Wolfe (2004)
- Ørnen (2004-2006)
- Charlie og chokoladefabrikken (2005) - Hr. Bucket, stemme
- Hjemve (2007)
- Frygtelig lykkelig (2008) - Præsten
- Winnie & Karina - The Movie (2009)
- Anja og Viktor 4 - Brændende kærlighed (2007)
- Frihed på prøve (2010)
- Olsen-banden på de bonede gulve (2010)
- Max Pinlig 2 - sidste skrig (2011)
- Olsen-banden på dybt vand (2013)
- For det fælles bedste] (2014)